# Marie Joseph Alphonse Pellion
Pour l’article ayant un titre homophone, voir Pelion.
Marie Joseph Alphonse Pellion (Gray, 30 septembre 1796 -Toulon, 24 janvier 1868), est un officier de marine français.

## Biographie
Souvent nommé à tort Odet-Pellion, Odet étant en réalité le prénom de son père, il entre en février 1812 à l’École de marine de Toulon sur le Duquesne et en sort aspirant de 1re classe en février 1815. En 1816, il effectue sa première campagne au Levant sur la Chevrette en mission hydrographique. 
Passé sur l’Uranie de Louis Claude de Saulces de Freycinet en mai 1817, il participe au tour du monde scientifique et revient en France en novembre 1820 sur la Physicienne après le naufrage du navire aux îles Malouines. 
Enseigne de vaisseau (août 1821), il embarque comme second du Loiret à la division du Levant et prend part en 1823 aux croisières devant Barcelone lors de la guerre d'Espagne sur la Junon. De septembre 1823 à mai 1827, il est sur la frégate Marie-Thérèse à la station du Brésil et de La Plata et des mers du Sud. Il croise devant Alger en 1827 sur la Galatée puis sert sur le vaisseau Trident à la division du Levant (septembre 1828). 
Lieutenant de vaisseau (décembre 1828), après l'expédition d'Alger, il embarque sur l'Artémise (1831) puis comme second de la Didon et participe très activement au forcement des passes du Tage par l'escadre de Roussin, ce qui lui vaut la légion d'honneur. 
En 1833, il commande la Flèche au Levant puis travaille à Toulon (1834-1835) avant d'embarquer en mars 1836 comme second sur le Montebello en escadre de Méditerranée. Capitaine de frégate (avril 1837), second du Triton en Méditerranée, il commande en mai 1840 le Cygne à la station du Brésil et de La Plata sous les ordres de Mackau. Il prend part alors au blocus des côtes d'Argentine puis dirige la subdivision embossée devant Buenos Aires. Il se fait remarquer en tant qu'arbitre des négociations franco-argentines et obtient ainsi un témoignage de satisfaction (juin 1842). 
Aide de camp de Mackau, il est nommé capitaine de vaisseau en novembre 1843 et suit son chef lorsqu'il devient ministre de la Marine. Il commande ensuite de 1846 à 1848 le Marengo puis l' Océan en escadre de Méditerranée avant de devenir directeur des mouvements du port de Toulon en avril 1849. 
Commandant du Pénélope (février 1851) et de la division des côtes occidentales d'Amérique, il intervient à Guayaquil en Équateur pour y protéger les intérêts français. Promu contre-amiral en décembre 1852, major général à Brest (janvier 1854), il devient préfet maritime de Cherbourg en mars. 
Commandant en sous-ordre de l'escadre de méditerranée sur le Napoléon (juin 1855), il participe aux dernières opérations de la guerre de Crimée puis commande en chef en mer Noire de novembre 1855 à avril 1856. Il passe son pavillon sur la Proserpine à Constantinople puis sur le Napoléon (septembre 1856) et sur l' Ulm en mars 1857. 
Membre du Conseil des travaux (janvier 1858), de la Commission mixte des travaux publics (mars 1858), il est promu vice-amiral en août de cette année et est nommé en novembre préfet maritime de Brest, poste qu'il occupe jusqu'à sa retraite en octobre 1861.

## Récompenses et distinctions
- Médaille de Sainte-Hélène.
- Chevalier (20 août 1831), Officier (24 mars 1841), Commandeur (22 mai 1850) puis Grand Officier (1er décembre 1855) de la Légion d'honneur.
- Chevalier commandeur de l'Ordre du Bain.